# Joe Mensah
Pour les articles homonymes, voir Mensah.
Joe Mensah est un boxeur nigérian né le 4 août 1945.

## Carrière
Aux Jeux olympiques d'été de 1972 à Munich, Joe Mensah est éliminé au deuxième tour dans la catégorie des poids welters par le Mexicain Sergio Lozano (en). Il est ensuite médaillé de bronze dans cette catégorie aux Jeux africains de Lagos en 1973.